# Bezzia xanthocephala
Bezzia xanthocephala är en tvåvingeart som beskrevs av Maurice Emile Marie Goetghebuer 1911. Bezzia xanthocephala ingår i släktet Bezzia och familjen svidknott. Inga underarter finns listade i Catalogue of Life.